# Liste der Kulturdenkmale der Südlichen Stadterweiterung in Weimar
Diese Liste enthält die Kulturdenkmale der Südlichen Stadterweiterung, einem Stadtgebiet in Weimar.

## Denkmalensemble Südliche Stadterweiterung
Das in der südlichen Stadterweiterung Weimars zusammengefasste Denkmalsensemble bewegt sich, in seinen Grenzen von 2015, beginnend an der Ecke Berkaer Straße und Karl-Hausknecht-Straße entlang der Berkaer Straße über die Freiherr- vom-Stein-Allee und die Helmholtzstraße bis hin zur Belvederer Allee. Dann stadteinwärts in Richtung Norden die Belvederer Allee entlang. Hier bildet die Belvederer Allee die gemeinsame Grenze zum Gartendenkmalensembles Park an der Ilm. Am Denkmalensemble Altstadt, dass auf dem Gelände der Bauhausuniversität das Denkmalensemble südliche Stadterweiterung in seiner nördlichen Ausdehnung begrenzt, verläuft es weiter über das offene Gelände der Bauhausuniversität, entlang der Bauhausstraße und der Geschwister-Scholl-Straße, in die Rudolf-Breitscheid-Straße mündend, wieder an der Karl-Hausknecht-Straße entlang bis zur Ecke Berkaer Straße.

Die Kant-, die Haeckel- und die Ludwig-Feuerbach-Straße, sowie die Eckermannstraße sind Binnenstraßen des Denkmalensembles südliche Stadterweiterung. Die einzelnen Denkmale des Denkmalensembles sind im Artikel aufgelistet.

### Einzeldenkmale der Südlichen Stadterweiterung

#### Legende
- Bezeichnung: Nennt den Namen, die Bezeichnung oder die Art des Kulturdenkmals.
- Lage: Nennt den Straßennamen und wenn vorhanden die Hausnummer des Kulturdenkmals. Die Grundsortierung der Liste erfolgt nach dieser Adresse. Der Link „Karte“ führt zu verschiedenen Kartendarstellungen und nennt die Koordinaten des Kulturdenkmals.
- Datierung: Gibt die Datierung an; das Jahr der Fertigstellung bzw. den Zeitraum der Errichtung. Eine Sortierung nach Jahr ist möglich.
- Beschreibung: Nennt bauliche und geschichtliche Einzelheiten des Kulturdenkmals, vorzugsweise die Denkmaleigenschaften.
- ID: Gibt, sofern vorhanden, die vom Landesamt für Denkmalpflege vergebene Objekt-ID des Kulturdenkmals an.

| Bild                           | Bezeichnung           | Lage                                 | Datierung | Beschreibung | ID |
| ------------------------------ | --------------------- | ------------------------------------ | --------- | --- | -- |
| weitere Bilder Fotos hochladen | Wohnhaus              | Bauhausstraße 8, 8a (Karte)          |           | Wohnhaus mit Nebengebäude |    |
| weitere Bilder Fotos hochladen | Bauhaus-Universität   | Bauhausstraße 11 (Karte)             |           | ehemaliges Ärztehaus, heute Bauhaus-Universität; 1936 durch den Jenaer Architekten Georg Schirrmeister in der damaligen Kurthstrasse errichtet |    |
| weitere Bilder Fotos hochladen | Wohnhaus              | Bauhausstraße 18 (Karte)             |           | Wohnhaus |    |
| weitere Bilder Fotos hochladen | Wohnhaus              | Belvederer Allee 1 (Karte)           |           | Wohnhaus |    |
| weitere Bilder Fotos hochladen | Wohnhaus              | Belvederer Allee 2, 2a (Karte)       |           | Wohnhaus mit Seitenflügel |    |
| weitere Bilder Fotos hochladen | Wohnhaus              | Belvederer Allee 3 (Karte)           |           | Wohnhaus mit Remise und Garten |    |
| weitere Bilder Fotos hochladen | Haus Streichhan       | Belvederer Allee 5 (Karte)           |           | |    |
| weitere Bilder Fotos hochladen | Verwaltungsgebäude    | Belvederer Allee 6 (Karte)           |           | Verwaltungsgebäude |    |
| weitere Bilder Fotos hochladen | Prellerhaus           | Belvederer Allee 8 (Karte)           |           | Prellerhaus mit Nebengebäude, Freisitz und Garten                                                                                              |    |
| weitere Bilder Fotos hochladen | Wohnhaus              | Belvederer Allee 12 (Karte)          |           | Wohnhaus |    |
| weitere Bilder Fotos hochladen | Wohnhaus              | Belvederer Allee 17 (Karte)          |           | Wohnhaus mit Nebengebäuden und Grundstück |    |
| weitere Bilder Fotos hochladen | Verwaltungsgebäude    | Belvederer Allee 19 (Karte)          |           | Verwaltungsgebäude |    |
| BW                             |                       | Belvederer Allee 28 (Karte)          |           | |    |
| BW                             |                       | Belvederer Allee 30 (Karte)          |           | |    |
| BW                             |                       | Belvederer Allee 37 (Karte)          |           | |    |
| BW                             |                       | Belvederer Allee 48 (Karte)          |           | |    |
| BW                             | Haus Hohe Pappeln     | Belvederer Allee 58 (Karte)          |           | |    |
| BW                             | Atelier van de Velde  | Belvederer Allee 59 (Karte)          |           | |    |
| weitere Bilder Fotos hochladen | Wohnhaus              | Berkaer Straße 1 (Karte)             |           | Wohnhaus |    |
| BW                             | Altenheim             | Berkaer Straße 2 (Karte)             |           | Altenheim, ehemals Albert-Voigt-Stift |    |
| BW                             |                       | Berkaer Straße 4, 4a (Karte)         |           | |    |
| weitere Bilder Fotos hochladen | Wohnhaus              | Berkaer Straße 9 (Karte)             |           | Wohnhaus |    |
| weitere Bilder Fotos hochladen | Wohnhaus              | Berkaer Straße 15 (Karte)            |           | Wohnhaus |    |
| weitere Bilder Fotos hochladen | Wohnhaus              | Berkaer Straße 17 (Karte)            |           | Wohnhaus |    |
| weitere Bilder Fotos hochladen | Wohnhaus              | Berkaer Straße 19 (Karte)            |           | Wohnhaus |    |
| weitere Bilder Fotos hochladen | Wohnhaus              | Berkaer Straße 21 (Karte)            |           | Wohnhaus |    |
| BW                             |                       | Berkaer Straße 51 (Karte)            |           | |    |
| weitere Bilder Fotos hochladen | Wohnhaus              | Freiherr-vom-Stein-Allee 1 (Karte)   |           | Wohnhaus mit Grundstück |    |
| weitere Bilder Fotos hochladen | Wohnhaus              | Freiherr-vom-Stein-Allee 2 (Karte)   |           | Wohnhaus mit Grundstück |    |
| weitere Bilder Fotos hochladen | Wohnhaus              | Freiherr-vom-Stein-Allee 3 (Karte)   |           | Wohnhaus |    |
| weitere Bilder Fotos hochladen | Wohnhaus              | Freiherr-vom-Stein-Allee 4 (Karte)   |           | Wohnhaus mit Grundstück |    |
| weitere Bilder Fotos hochladen | Wohnhaus              | Freiherr-vom-Stein-Allee 5 (Karte)   |           | Wohnhaus |    |
| weitere Bilder Fotos hochladen | Wohnhaus              | Freiherr-vom-Stein-Allee 7 (Karte)   |           | Wohnhaus |    |
| weitere Bilder Fotos hochladen | Wohnhaus              | Freiherr-vom-Stein-Allee 11 (Karte)  |           | Wohnhaus mit Grundstück |    |
| weitere Bilder Fotos hochladen | Wohnhaus              | Freiherr-vom-Stein-Allee 12 (Karte)  |           | Wohnhaus |    |
| weitere Bilder Fotos hochladen | Wohnhaus              | Freiherr-vom-Stein-Allee 14 (Karte)  |           | Wohnhaus |    |
| weitere Bilder Fotos hochladen | Wohnhaus              | Freiherr-vom-Stein-Allee 15 (Karte)  |           | Wohnhaus mit Grundstück |    |
| weitere Bilder Fotos hochladen | Wohnhaus              | Freiherr-vom-Stein-Allee 18 (Karte)  |           | Wohnhaus mit Grundstück |    |
| weitere Bilder Fotos hochladen | Wohnhaus              | Freiherr-vom-Stein-Allee 22 (Karte)  |           | Wohnhaus mit Grundstück |    |
| weitere Bilder Fotos hochladen | Wohnhaus              | Freiherr-vom-Stein-Allee 24 (Karte)  |           | Wohnhaus mit Nebengebäude und Grundstück |    |
| weitere Bilder Fotos hochladen | Wohnhaus              | Freiherr-vom-Stein-Allee 25 (Karte)  |           | Wohnhaus |    |
| weitere Bilder Fotos hochladen | Wohnhaus              | Freiherr-vom-Stein-Allee 26 (Karte)  |           | Wohnhaus mit Nebengebäude |    |
| weitere Bilder Fotos hochladen | Wohnhaus              | Freherr-vom-Stein-Allee 30 (Karte)   |           | Wohnhaus mit Grundstück |    |
| BW                             | Wohnhaus              | Freiherr-vom-Stein-Allee 32 (Karte)  |           | Wohnhaus mit Grundstück |    |
| weitere Bilder Fotos hochladen | Villa „Tusculum“      | Freiherr-vom-Stein-Allee 34 (Karte)  |           | Wohnhaus mit Grundstück |    |
| weitere Bilder Fotos hochladen | Wohnhaus              | Helmholtzstraße 1 (Karte)            |           | Wohnhaus |    |
| BW                             | Atelier v. Hofmann    | Helmholtzstraße 4 (Karte)            |           | Atelier v. Hofmann |    |
| weitere Bilder Fotos hochladen | Wohnhaus              | Helmholtzstraße 6 (Karte)            |           | Wohnhaus |    |
| weitere Bilder Fotos hochladen | Wohnhaus              | Helmholtzstraße 8 (Karte)            |           | Wohnhaus |    |
| weitere Bilder Fotos hochladen | Wohnhaus              | Helmholtzstraße 12, 12a (Karte)      |           | Wohnhaus mit Remisengebäude |    |
| weitere Bilder Fotos hochladen | Wohnhaus              | Helmholtzstraße 14 (Karte)           |           | Wohnhaus mit Remisengebäude |    |
| weitere Bilder Fotos hochladen | Schule                | Helmholtzstraße 15 (Karte)           |           | Schule |    |
| weitere Bilder Fotos hochladen | Wohnhaus              | Kantstraße 1 (Karte)                 |           | Wohnhaus mit Remisengebäude und Gartenanlage                                                                                                   |    |
| weitere Bilder Fotos hochladen | Wohnhaus              | Kantstraße 2 (Karte)                 |           | Wohnhaus mit Gartenanlage |    |
| weitere Bilder Fotos hochladen | Wohnhaus              | Kantstraße 5 (Karte)                 |           | Wohnhaus mit Garten und Gartenpavillon |    |
| weitere Bilder Fotos hochladen | Wohnhaus              | Kantstraße 10 (Karte)                |           | Wohnhaus |    |
| weitere Bilder Fotos hochladen | Wohnhaus              | Kantstraße 12 (Karte)                |           | Wohnhaus |    |
| weitere Bilder Fotos hochladen | Wohnhaus              | Kantstraße 14 (Karte)                |           | Wohnhaus |    |
| weitere Bilder Fotos hochladen | Herbarium             | Karl-Haußknecht-Straße 7 (Karte)     |           | Herbarium Haußknecht |    |
| weitere Bilder Fotos hochladen | Pflegeheim            | Karl-Haußknecht-Straße 19 (Karte)    |           | Wohnhaus, ehemaliges Arbeitshaus |    |
| weitere Bilder Fotos hochladen | Atelierhaus           | Karl-Haußknecht-Straße 21 (Karte)    |           | Atelierhaus |    |
| Fotos hochladen                | Verlags- und Wohnhaus | Ludwig-Feuerbach-Straße 9 (Karte)    |           | Verlags- und Wohnhaus |    |
| Fotos hochladen                | Wohnhaus              | Rudolf-Breitscheid-Straße 33 (Karte) |           | Wohnhaus |    |

## Legende
- Bild: zeigt ein Bild des Kulturdenkmals und gegebenenfalls einen Link zu weiteren Fotos des Kulturdenkmals im Medienarchiv Wikimedia Commons
- Bezeichnung: Name, Bezeichnung oder die Art des Kulturdenkmals
- Lage: Wenn vorhanden Straßenname und Hausnummer des Kulturdenkmals; Grundsortierung der Liste erfolgt nach dieser Adresse. Der Link Karte führt zu verschiedenen Kartendarstellungen und nennt die Koordinaten des Kulturdenkmals.
 Kartenansicht, um Koordinaten zu setzen – in dieser Kartenansicht sind Kulturdenkmale ohne Koordinaten mit einem roten bzw. orangen Marker dargestellt und können in der Karte gesetzt werden. Kulturdenkmale ohne Bild sind mit einem blauen bzw. roten Marker gekennzeichnet, Kulturdenkmale mit Bild mit einem grünen bzw. orangen Marker.
- Datierung: gibt das Jahr der Fertigstellung beziehungsweise das Datum der Erstnennung oder den Zeitraum der Errichtung an
- Beschreibung: bauliche und geschichtliche Einzelheiten des Kulturdenkmals, vorzugsweise die Denkmaleigenschaften
- ID: Die ID identifiziert das Kulturdenkmal eindeutig. In Thüringen sind aktuell keine IDs veröffentlicht. In der ID-Spalte kann sich auch folgendes Icon  befinden, dies führt zu Angaben zu diesem Kulturdenkmal bei Wikidata.